# اوگنیا تاراسووا
اوگنیا تاراسووا (روسی: Евгения Максимовна Тарасова؛ زادهٔ ۱۷ دسامبر ۱۹۹۴) اسکیت‌باز نمایشی اهل روسیه است.